# فتیش دست

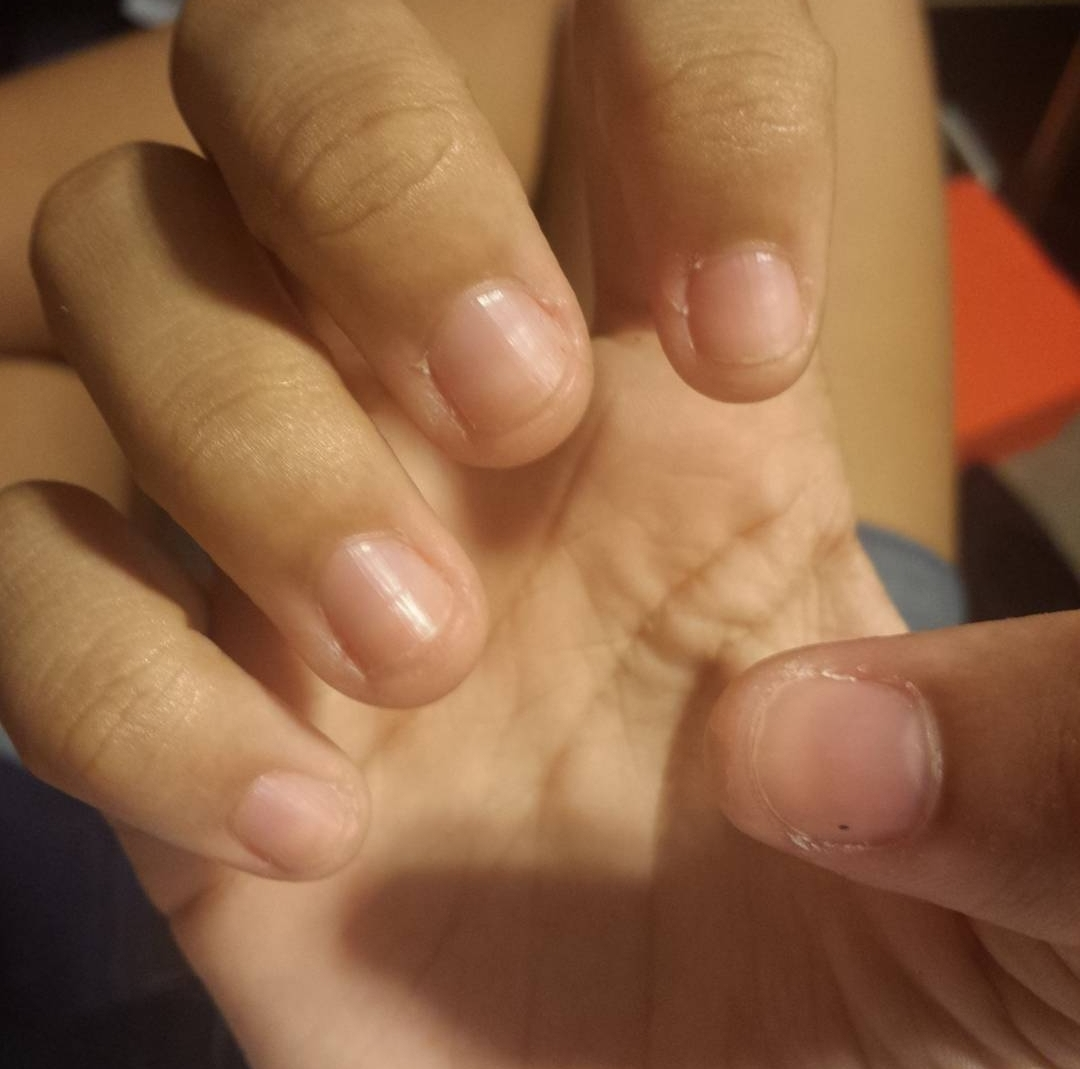
دست زنانه

فتیش دست یا پارتیالیسم دست یا دست‌دوستی فتیش جنسی نسبت‌به دست‌ها است. این فتیش می‌تواند جذابیت جنسی بخشی از دست مانند انگشتان، کف دست، پشت دست یا ناخن‌ها، یا جذابیت جنسی کاری انجام‌شده با دست را دربر گیرد. مورد آخر در حالت عادی ممکن است غیرجنسی دانسته شود، مانند شستن و خشک‌کردن ظروف و لاک‌زدن و گاز گرفتن ناخن‌ها. این فتیش می‌تواند به‌صورت میل به برهم‌کنش بدنی یا به‌عنوان سرچشمهٔ فانتزی جنسی نمودار شود.
صنعت پورن فتیش دست را به‌رسمیت می‌شناسد؛ ولی، اگر هندجاب را کنار بگذاریم، این فتیش از کم‌رایج‌ترین فتیش‌های جنسی است (برخلاف فتیش پا که رایج‌ترین است).